# 6570 Tomohiro
6570 Tomohiro eller 1994 JO är en asteroid i huvudbältet som upptäcktes den 6 maj 1994 av de båda japanska astronomerna Kazuro Watanabe och Kin Endate vid Kitami-observatoriet. Den är uppkallad efter japanske astronomen Tomohiro Hirayama.
Asteroiden har en diameter på ungefär 23 kilometer och den tillhör asteroidgruppen Meliboea.